# Adesmia pirionii
Adesmia pirionii es una especie de planta floral del género Adesmia, categorizada en la tribu Dalbergieae, de la familia Fabaceae.

## Distribución
Especie nativa de Chile. Crece en el bioma subtropical.

## Taxonomía
Fue descrita por I.M.Johnst. y publicada en J. Arnold Arbor. 19: 251 (1938).